# Archidiocèse de Poznań
L'archidiocèse de Poznań (en latin : Archidioecesis Posnaniensis, en polonais : Archidiecezja poznańska) est l'un des 14 archevêchés de Pologne. Son siège est situé à Poznań. Depuis 2025, son archevêque est Zbigniew Zieliński (en).

## Territoire

Carte des archidiocèses et diocèses polonais.

L'archidiocèse comprend la partie occidentale de la voïvodie de Grande-Pologne.
Le siège archiépiscopal est à Poznań, où se trouve la cathédrale des Saints-Pierre-et-Paul. Outre la cathédrale, l'archidiocèse compte cinq autres basiliques mineures : la basilique collégiale Notre-Dame-de-la-Consolation-et-Saint-Stanislas à Szamotuły ; la basilique de la Sainte-Montagne à Głogówko ; la basilique Saint-Nicolas à Leszno ; la basilique Saint-Joseph à Poznań et la basilique Notre-Dame-du-Perpétuel-Secours-et-Sainte-Marie-Madeleine également à Poznań.
Le territoire est divisé en 42 doyennés et 416 paroisses.

## Histoire
- 968 : création d'un diocèse de Pologne, directement subordonné au Saint-Siège et dont le siège est situé à Poznań.

- 1000 : transformation en diocèse de Poznań.

- XIe-XIIe siècle : création de l'archidiocèse de Gniezno auquel est désormais subordonné le diocèse de Poznań.

- 16 juillet 1821 : élévation au statut d'archidiocèse et union avec l'archidiocèse de Gniezno.

- 12 novembre 1948 : dissolution de l'union des archidiocèses de Poznań et de Gniezno